# Ancylus fluviatilis
Espèce
Statut de conservation UICN

 LC  : Préoccupation mineure
Ancylus fluviatilis (l'ancyle en français, « patelle d'eau douce », patelline des fleuves) est un petit mollusque gastéropode, autrefois commun dans les parties amont des bassins-versants d'eaux courantes et riches en O2.

## Taxonomie
En raison de son aspect de patelle, il a longtemps été rapproché des représentants de la famille des Acroloxidae ; on le rapproche aujourd'hui de la famille des Planorbidae.

## Aire de répartition
Cette espèce se rencontre en Europe dans les pays et les îles suivantes :
- îles Britanniques : Grande-Bretagne et Irlande
- France
- Belgique
- Pays-Bas
- Allemagne
- Tchéquie
- Slovaquie
- Pologne

... et d'autres

## Habitats
C'est une espèce rhéophile et donc des hauts de bassins-versants, qui à la différence de nombreuses autres espèces d'escargots d'eau douce résiste bien au courant.

## Description

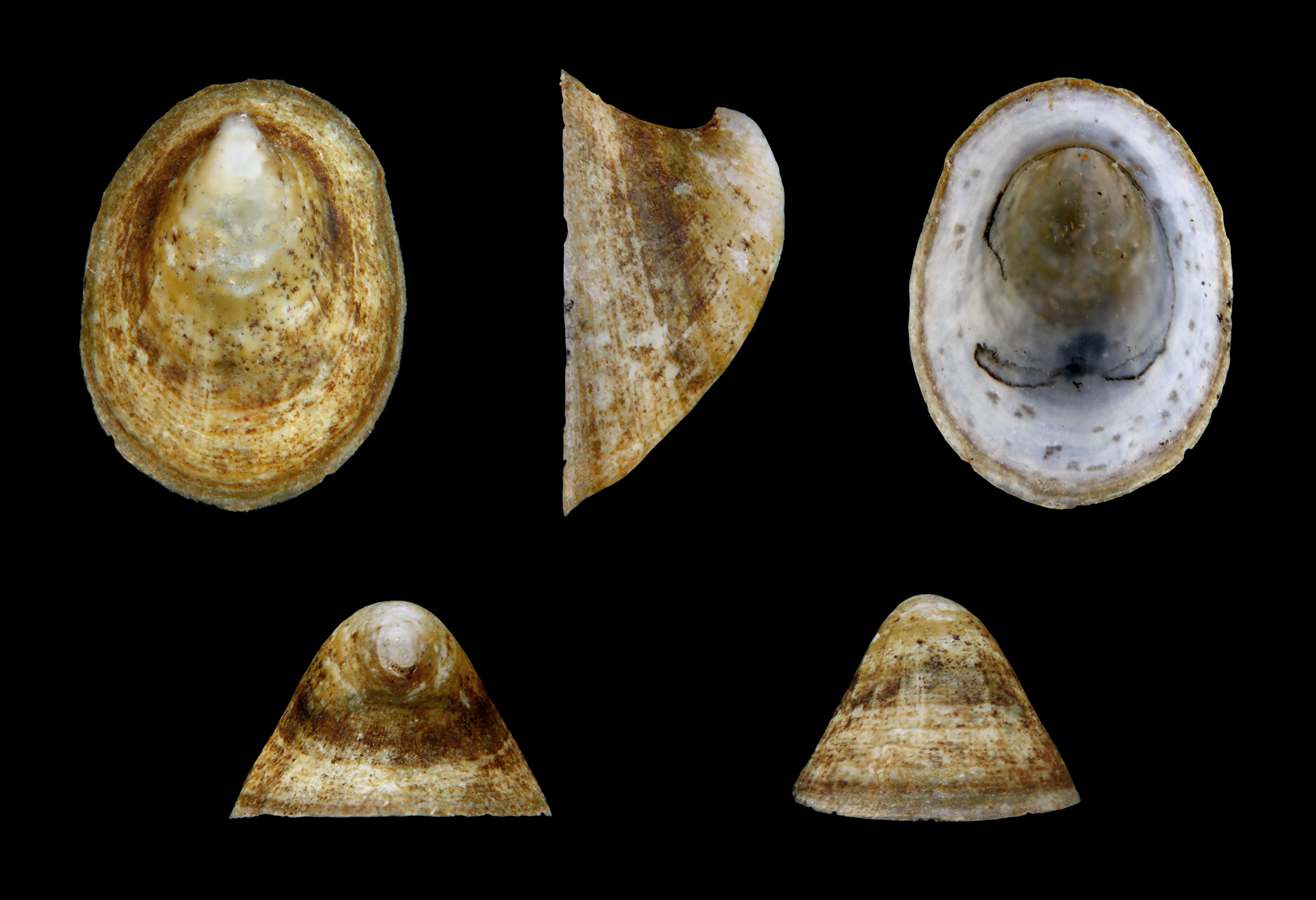
Ancylus fluviatilis

La couleur de sa coquille varie du jaune au brun foncé et est parfois couverte d'une fine couche de périphyton qui améliore encore ses capacités de camouflage (ex : sur les pierres) et donc de se protéger des prédateurs (poissons, larves carnivores ).
Il possède de deux à quinze antennes qui lui permettent de détecter des sources de nourriture et à se repérer dans son milieu de vie.
Sa coquille au sommet conique, de 5-8 mm, évoque vaguement celle des patelles, mais avec des sculptures moins marquées et un sommet émoussé (vu de dessus ; elle semble plus pointue vue de côté) et dirigé vers l'arrière. Elle est plus proche de celle des Acroloxus ou des Ferrissia, mais est plus grande.
Le sommet n'est pas au centre de la coquille, mais légèrement décalé sur le côté droit.
Elle est mince et translucide, avec des lignes de croissance très fine. Sa sculpture réticulée est plus marquée. Vue à la lumière le matériau de la coquille a une couleur jaunâtre à brun rougeâtre pâle ou brun terne. L'animal lui-même est gris avec des points noirs près de la tête, mais peu visible dans son environnement, car presque entièrement couvert par la coque.
Les tentacules sont triangulaires avec les yeux à leur base.
Le pore génital et le pneumostome sont très petits et situés sur le côté droit.

## Nourriture
Comme beaucoup de petits gastéropodes, il se nourrit de débris végétaux et d'algues, en raclant le périphyton sur les substrats qu'il colonise.
il se montre comme le planorbe capable d'adaptation aux changements de température et à une raréfaction de la nourriture (en augmentant dans ce cas les taux d'ingestion et l'efficacité d'absorption/digestion).

## Écologie
C'est une espèce qui était réputée être très sédentaire, car ne se mouvant qu'avec lenteur et difficulté, mais sa vitesse et les coûts métaboliques et énergétiques de ses déplacements ont été étudiés et comparés à ceux d'un planorbe ; dans un courant fort, il se déplace plus vite que le planorbe. Ses vitesses de déplacements semblent surtout motivés par le besoin de se nourrir et la disponibilité en nourriture. De plus des ancyles ont été retrouvés dans les filets de mesure de la dérive des invertébrés, ce qui laisse penser que certains individus peuvent se laisser emporter par le courant (accidentellement ou volontairement ?) et alors, si le courant est important parcourir des distances importantes.
Sa haute sensibilité aux pollutions en fait un bioindicateur. Il n'est présent que dans les eaux très pures et non polluées.

## Reproduction
Ce mollusque se reproduit comme les planorbes, mais les groupes d'œufs déposés sur des surfaces dures (cailloux, pierres ou objets durs...) et ils
Chaque paquet d’œufs est protégé par une capsule translucide ronde ou ovale et aplatie, contenant 9 à 12 œufs. 
L'embryon forme d'abord une esquisse de carapace hélicoïdale, dont la forme va cependant changer durant l'embryogenèse pour évoluer vers la forme qui caractérise celle des Ancyles fluviatiles

## Menaces
Son statut n'est pas clairement évalué. Il pourrait avoir disparu ou être menacé dans une part significative de son aire naturelle de répartition en raison de la pollution des cours d'eau, souvent constatée dès la source pour ce qui concerne par exemple les nitrates.  G. Gunkel et B. Streit, respectivement limnologiste et zoologiste ont par exemple étudié sa vulnérabilité à la bioaccumulation d'atrazine (désherbant agricole écotoxique, autrefois très utilisé, présentant une certaine rémanence, très soluble dans l'eau, et pouvant être transporté dans l'air sous forme de vapeur et retomber avec les pluies loin des endroits où il a été pulvérisé, et pouvant en outre dégrader sa ressource alimentaire). Leur étude qui a utilisé de l'Atrazine radiomarquée au carbone 14 et par de l'eau tritiée a conclu que ce mollusque bioconcentre cette molécule autant que le poisson auquel il était comparé (Coregonus fera). Elle a aussi montré que la cinétique d'accumulation de l'atrazine était liée à une accumulation par les branchies, et que d'autres organes étaient également contaminées par le sang à partir des branchies.

## Utilisations
Certains aquariophiles ont cherché à l'utiliser pour lutter contre les algues en aquarium, mais il est difficile à acclimater.